# Witanolide

Witaferina A

Salpicrolide A

Nicandrenon-1

Ixocarpalattone A

I witanolidi sono un gruppo di almeno 300 composti chimici presenti in natura nel regno vegetale. Si presentano come metaboliti secondari soprattutto in generi della famiglia delle Solanacee e sono derivati dell'ergostano.  Strutturalmente consistono di uno scheletro steroideo legato a un lattone o uno dei suoi derivati. Contengono un anello epossidico prodotto per ossidazione.
Non è noto a quale scopo vengano prodotti i witanolidi; possono agire come deterrente per l'alimentazione di larve di insetti e altri erbivori.
I generi all'interno della famiglia delle Solanacee che producono witanolidi includono: Acnistus, Datura, Dunalia, Iochroma, Lycium, Nicandra, Physalis, Salpichroa, Solanum, Withania e Jaborosa.

## Esempi
La witaferina A, il primo withanolide ad essere isolato, è stato trovato nelle piante di Withania somnifera.
I salpicrolidi A, B e G (isolati dal Salpichroa origanifolia) mostrano un effetto inibitorio sulla crescita della larva della mosca mediterranea della frutta (Ceratitis capitata). Per questo motivo, sono attualmente in studio i potenziali usi nei pesticidi di questi composti.